# Messstrahl
Als Messstrahl wird ein Infrarot- oder Lichtstrahl bezeichnet, der zur Einmessung eines Objekts dient. Im Regelfall wird der Messstrahl von dem beim Beobachter befindlichen Instrument ausgesandt (z. B. ein Laserstrahl), doch spricht man vereinzelt auch von Messstrahlen bei (passiv) einfallendem Licht (siehe z. B. Astronomische Refraktion). Wenn die Richtungsmessung nach einem Zielpunkt nicht automatisch, sondern durch einen Beobachter erfolgt, spricht man von der Visur.
Der Messung dienende Strahlen gibt es in sehr vielen Fachgebieten. Einige Beispiele sind:
- Verfahren zur Distanzmessung
  - in der Fotografie (Laufzeitmessung oder parallaktischer Winkel)
  - in der Geodäsie (auch simultan zur Winkelmessung)
  - in der Physik – etwa zur Messung kleinster Änderungen, beim Dopplereffekt und in der Teilchenphysik
  - im Maschinenbau und bei der Materialprüfung
  - im Verkehrswesen zur Vorbeugung gegen Kollisionen und zur Radarkontrolle
  - in der Satellitentechnik und -Geodäsie – vor allem mit LASERn und Mikrowellen (GPS, SLR usw.), aber auch zur Telemetrie

- Zur Richtungsmessung und Richtungskontrolle
  - als Methode präziser Ablesungen von digitalen Instrumenten
  - bei der Absteckung von Grenz- und sonstigen Messpunkten – siehe auch Tachymeter und Fluchtstange
  - bei der Überprüfung großer Bauwerke (z. B. fest eingebaute Prismenreflektoren an Staumauern) und zur Kontrolle von Schwingungen
  - bei Lotungen in der Gebäudetechnik und im Bergbau
  - zur Definition der Achse im Kanal- und Tunnelbau
  - bei astrometrischen Messungen und in der Interferometrie